# Holm (Artillerie)

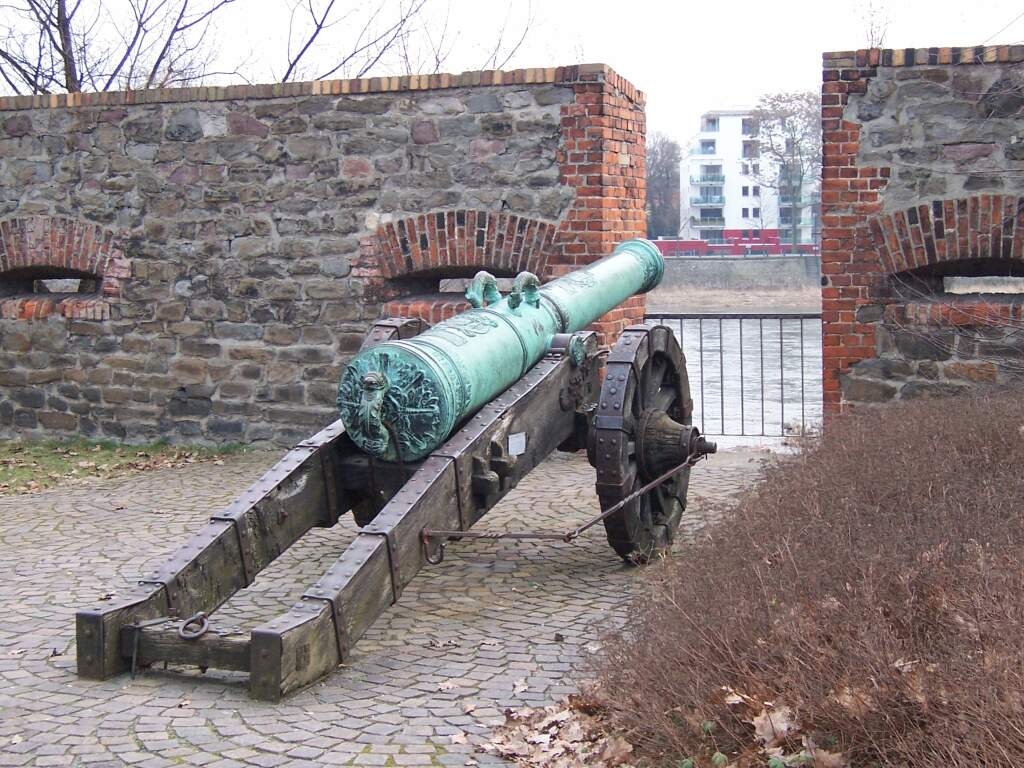
Einfacher Holm ohne Erdsporn zum Transport mit dem Pferd

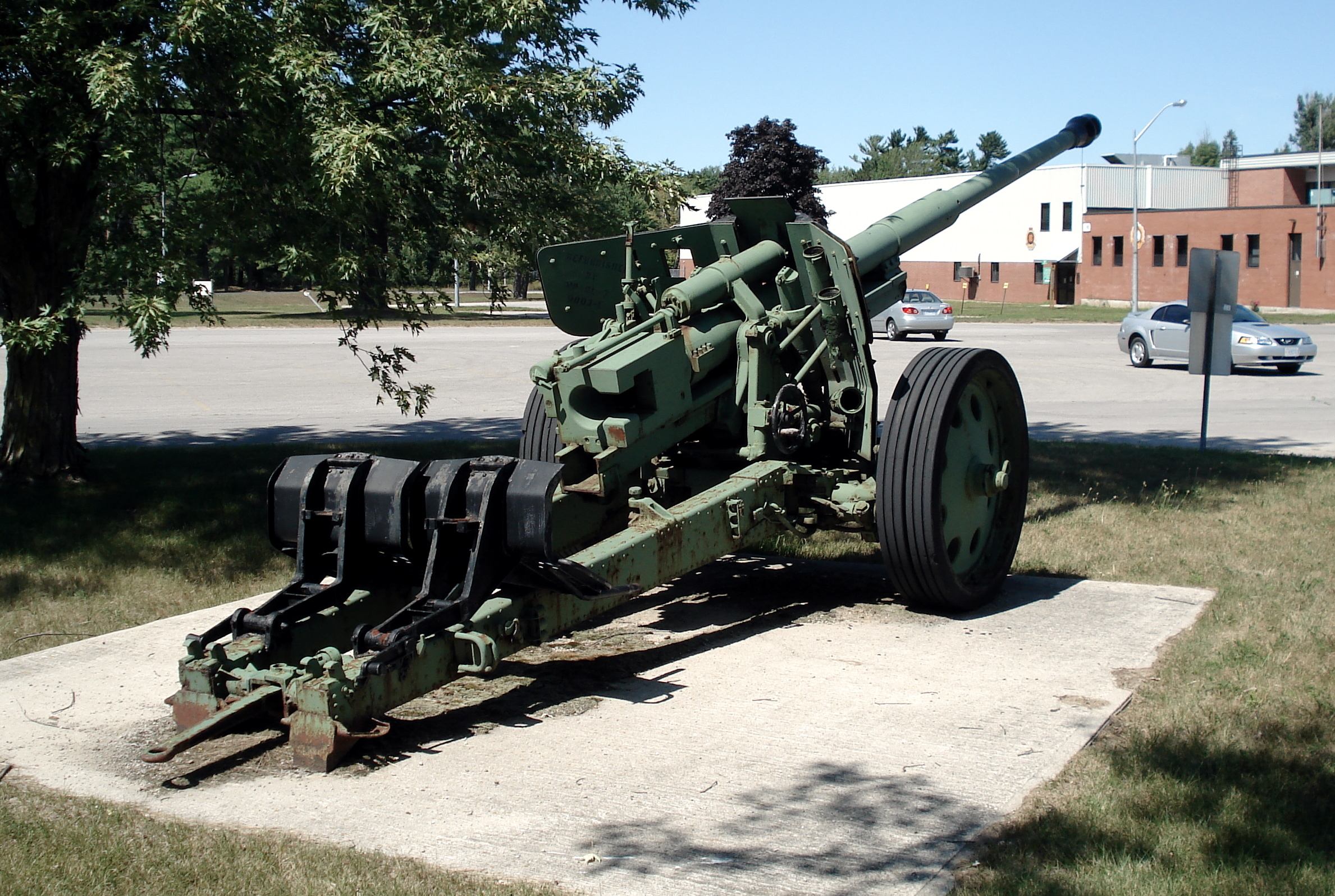
Spreizholm mit eingeklappten Erdsporn an einer PaK 43

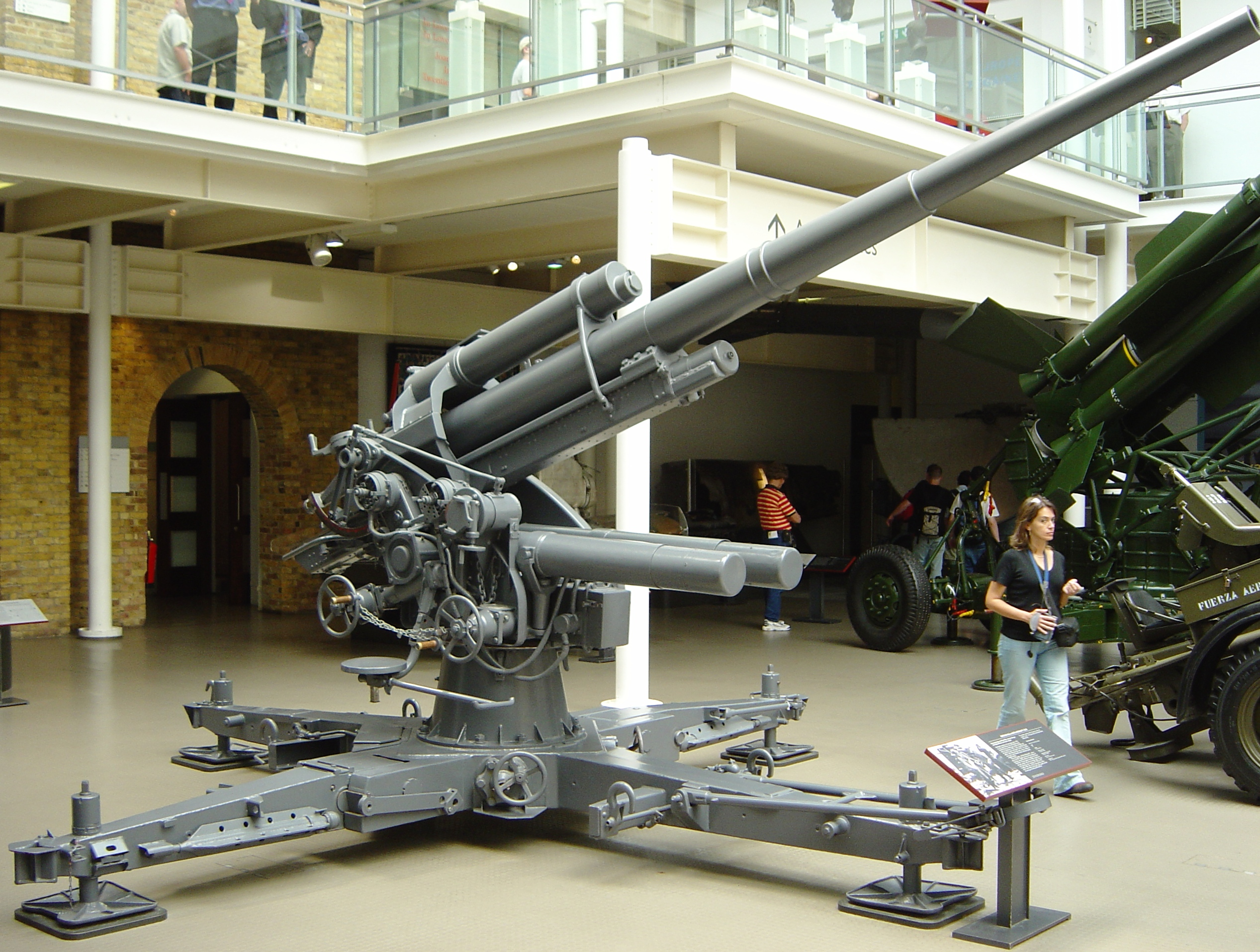
Vierfachspreizholm mit aufliegender Lafette bei einer 8,8-cm-Flak 36

Der Holm ist bei der Artillerie eine der Lafette angelagerte tragende Struktur.
Ursprünglich war der Geschützholm, der an der Lafette anlagerte, eher zum Transport gedacht. Er verfügte in dieser Eigenschaft über eine Anhängevorrichtung. Zu Beginn des 15. Jahrhunderts wurde der Holm auch nur als solcher genutzt. Über viele Jahrhunderte hinweg maß man diesem nicht unmaßgeblichen Teil des Geschützes wenig Beachtung bei. Ab dem 19. Jahrhundert erkannte man, dass der Transport nicht die einzige Aufgabe des Holmes sein konnte. Zuerst leicht eingegraben, erlaubte der Holm nicht nur den Halt des Geschützes, sondern federte auch die Rückstoßkraft ab. Bereits gegen Ende des 19. Jahrhunderts wurden Erdsporne verwendet, um noch mehr zur Standfestigkeit des Geschützes beizutragen. Diese gruben sich am Ende des Holmes in das Erdreich ein. Im Ersten Weltkrieg wurden Spreizholme entwickelt, die die Stabilität der Geschütze zusätzlich erhöhten. Ab dem Zweiten Weltkrieg wurden bei Flugabwehrgeschützen sogar vier Spreizholme eingeführt, die die Lafette auch anhoben. Damit wurde die Genauigkeit der Richtschützen verbessert, die nicht zu den ihnen zugewiesenen Sektor immer neu anrichten mussten. Das hatte allerdings den Nachteil, dass die Holme schwer beweglich waren und somit einen schnellen Stellungswechsel des Geschützes nicht erlaubten. In der Neuzeit wurden die Holme mit einem Elektromotor versehen. Zudem ermöglichte der Holm den Antrieb eines Spornrades, das den Transport des Geschützes über kurze Strecken erleichterte.